# Cyathea polypoda
Cyathea polypoda är en ormbunkeart som beskrevs av Bak. Cyathea polypoda ingår i släktet Cyathea och familjen Cyatheaceae. Inga underarter finns listade.